# Anežka z Dampierre
Anežka Bourbonská (1237 – 7. září 1288) byla paní z Bourbonu, hraběnka ze Charolias a Artois a dědička všech bourbonských statků.

## Život
Narodila se jako mladší dcera Archambauda IX. Bourbonského a Jolandy, dcery Vít II. ze Saint-Pol. V únoru 1248 byla provdána za Jana, mladšího syna burgundského vévody Huga IV. Jednalo se dvojitý sňatek, její starší sestra Matylda se provdala za ženichova bratra Oda. PO sestřině smrti roku 1262 zdědila Anežka bourbonské panství.
Manželům se podařilo zplodit jedinou dceru Beatrix, která byla roku 1272 jako bohatá dědička provdána za Roberta, nejmladšího syna francouzského krále Ludvíka IX.
Roku 1267 Jan umírá a Anežka se roku 1277 znovu vdala. Vyvoleným se stal ovdovělý hrabě Robert II. z Artois. PO deseti letech manželství Anežka zemřela a byla pohřbena v tradičním pohřebišti v klášteře Champaigue.